# Urs Bamert
Urs Peter Bamert (* 14. März 1959 in Wil SG) ist ein ehemaliger Schweizer Fussballspieler.

## Karriere

### Vereine
Der als kopfballstark bekannte Bamert war Teil des damals sehr starken Nachwuchses des FC Amriswil und hatte bereits sehr früh Angebote aus der höchsten Liga, die aber am Veto seines Vereins scheiterten. Bamert spielte nach einer Saison bei Stade Lausanne ab 1980 bei Lausanne-Sports. 1981 gewann er mit seinem Club den Schweizer Cup. 1984 wechselte er zu den Young Boys nach Bern, wo er 1985/86 Schweizer Meister wurde und 1987 zum zweiten Mal den Cup gewann. In Erinnerung bleiben aber auch die zwei Spiele im Meistercup gegen Real Madrid 1986, als Bamert im Hinspiel in der zweiten Minute den Siegtreffer gegen die Madrilenen erzielte. Im Rückspiel verlor YB allerdings deutlich mit 5:0 und schied aus dem Wettbewerb aus. 1987 wechselte Bamert zum Servette FC nach Genf.

### Nationalmannschaft
Bamert lief für die schweizerische Nationalmannschaft insgesamt sechsmal auf.

## Privates
Bamert arbeitete neben seiner Karriere weiterhin und war in der Sportartikelbranche tätig. Nach seiner Karriere wohnte er weiterhin in der Westschweiz.

## Titel und Erfolge
FC Lausanne-Sports
- Schweizer Cupsieger (1980/81)

BSC Young Boys
- Schweizer Meister (1985/86)
- Schweizer Cupsieger (1986/87)